# Jürgen Schult
Jürgen Schult (ur. 11 maja 1960 w Amt Neuhaus) – lekkoatleta niemiecki, dyskobol, początkowo reprezentujący NRD, mistrz i wicemistrz olimpijski, świata i Europy, były rekordzista świata. 
Rozpoczął karierę międzynarodową zwyciężając w barwach NRD na mistrzostwach Europy juniorów w 1979 w Bydgoszczy. Wśród seniorów na mistrzostwach świata w 1983 w Helsinkach zajął 5. miejsce. Nie mógł wystąpić na igrzyskach olimpijskich w 1984 w Los Angeles z powodu bojkotu przez m.in. NRD. W Moskwie odbyły się wówczas zawody lekkoatletyczne Przyjaźń-84, na których Schult zdobył brązowy medal.
6 czerwca 1986 w Neubrandenburgu ustanowił trwający do 14 kwietnia 2024 rekord świata wynikiem 74,08 m (aktualnie jest to 3. wynik w historii światowej lekkoatletyki). Na mistrzostwach Europy w 1986 w Stuttgarcie zajął 5. miejsce. Zwyciężył za to na mistrzostwach świata w 1987 w Rzymie.
Na igrzyskach olimpijskich w 1988 w Seulu zdobył złoty medal ustanawiając rekord olimpijski rzutem na odległość 68,82 m. Zwyciężył również na mistrzostwach Europy w 1990 w Splicie.
Od 1991 startował w barwach zjednoczonych Niemiec. Na mistrzostwach świata w 1991 w Tokio zajął 6. miejsce. Na igrzyskach olimpijskich w 1992 w Barcelonie również nie obronił tytułu, ale zdobył srebrny medal, przegrywając tylko z wicemistrzem z Seulu Romasem Ubartasem z Litwy. Na mistrzostwach świata w 1993 w Stuttgarcie wywalczył brązowy medal. Także brązowy medal zdobył na mistrzostwach Europy w 1994 w Helsinkach. Zajął 5. miejsce na mistrzostwach świata w 1995 w Göteborgu. Na igrzyskach olimpijskich w 1996 w Atlancie był szósty.
Kiedy wydawało się, że zbliża się koniec kariery Schulta, zdobył brązowy medal na mistrzostwach świata w 1997 w Atenach, potem srebrny medal na mistrzostwach Europy w 1998 w Budapeszcie, a następnie taki sam medal na mistrzostwach świata w 1999 w Sewilli. Na igrzyskach olimpijskich w 2000 w Sydney zajął 8. miejsce. Miał wówczas 40 lat.
Był mistrzem NRD latach 1983-1990, a także zjednoczonych Niemiec w 1999. W czasie kariery ważył  ok. 110 kg przy wzroście 1,93 m. 
Po zakończeniu kariery zawodniczej pracuje jako trener.